# 대곡역 (대구)
대곡(정부대구청사)역(Daegok(Central Gov't Office-Daegu)Station, 大谷(政府大邱廳舍)驛)은 대한민국 대구광역시 달서구 대곡동에 있는 대구 도시철도 1호선의 지하철역이다. 이 역의 3번 출구 인근에 정부대구지방합동청사가 있다.

## 특징
달서구 대곡동과 달성군 화원읍 구라리의 경계에 있으며, 1번 출구와 4번 출구는 화원읍 구라리에 있다. 화원읍 본리리 본리그린빌 입구로도 출구가 있다.
역 북쪽에 월배차량사업소가 있지만, 기지 인입선은 진천역과 연결되어 있다.
설화명곡역 연장 후 건넘선이 철거되어 회차 기능을 상실했다.

## 역명의 유래
골이 깊고 큰 마을이라는 뜻에서 대곡동 이라고 하였다.

## 역사
- 1996년 12월 31일 : 대구 도시철도 1호선 진천~대곡 연장구간 착공
- 2002년 5월 10일 : 대구 도시철도 1호선 진천~대곡 연장구간 개통과 함께 영업 개시
- 2016년 7월 5일 : 스크린도어 설치
- 2016년 9월 8일 :  대구 도시철도 1호선 서편 연장구간 개통과 함께 중간역 전환, 건넘선 철거

## 역 구조
2면 2선의 상대식 승강장이 있는 지하 역이며, 승강장 벽면 색상은 빨간색이다. 스크린도어가 설치되어 있다.

### 승강장
| 화원 ↑ |
| \| 상  |
| ↓ 진천 |

| 상행 | ● 대구 도시철도 1호선 | 화원·설화명곡 방면             |
| 하행 | ● 대구 도시철도 1호선 | 반월당·중앙로·안심 · 하양 방면 |

- 승강장 번호는 없다.
- 대합실을 통해, 반대편 승강장으로 이동이 가능하다.

## 역 주변
| 나가는 곳 | 방면 |
| --------- | --- |
| 1         | 대곡역래미안아파트 대곡역신동아파밀리에아파트 청구청룡맨션 청구청산맨션 삼우청솔맨션 한우아파트 한국전력공사 달성전력소 홈플러스 익스프레스 화원점 화원읍 구라리 농협 대곡역지점 |
| 2         | 대원고등학교 대구교도소 대구정신병원 대구광역시립희망원 대곡금강맨션 대곡우방타운 청구청탑맨션 월배새마을금고 대곡역 그린빌                                                      |
| 3         | 대곡역한라하우젠트아파트 대곡역화성파크드림위드아파트 대곡청구타운 진천삼성래미안아파트 정부대구지방합동청사 대구수목원 나성하와이.피트니스센터                                  |
| 4         | 유천동 월배차량기지 유천화성타운 글로리아웨딩타워(무료환승주차장) 유천포스코더샵아파트 iM뱅크 대곡역지점 대곡역화성파크드림 대구유천초등학교 베이트리웨딩컨벤션                  |

## 승차량 변동
교대~대곡 구간 중 2번째로 승객이 많았고 상인역과 더불어 월배 제2의 대표역일 정도로 이용률이 높았으나, 2016년 9월 8일 대곡 ~ 설화명곡 구간의 개통으로 화원읍 수요가 분산되어 이용객이 감소했다. 다만 대곡역 착발로 옥포읍(김흥리, 반송리, 기세리), 논공읍(달성1차산단), 유가읍으로 직통이 가능한 자동차전용도로인 테크노폴리스로를 이용하여 달성군 구지면·유가읍을 연결해 주는 급행8번 시내버스의 환승 수요 덕분에 어느 정도의 이용률을 유지해 왔으며, 대구 도시철도 2호선 사월역만큼의 승객 급감은 나타나지 않았다.
그러나 2020년에 코로나19의 확산으로 대중교통 이용객이 크게 줄어들면서, 대곡역의 이용객도 크게 감소하였으며, 또한 2022년 3월부터 급행8번이 새로 개통한 KTX 정차역인 서대구역으로 운행하기 위해 유천네거리에서 대곡역 대신 진천역으로 코스를 돌리고, 지선격인 급행8-1번 또한 대곡역이 아닌 진천역 착발로 돌리면서, 구지 및 유가방면 환승 수요를 진천역에 대거 빼앗기고 말았으며 이로 인해 수요 역시 큰 폭으로 감소하고 있다.
| 1호선 | 4,784  | 3,613  | 5,649  | 5,849  | 7,343  | 8,023  | 9,011  | 8,836  | 8,990  | 9,418  | [ 2 ] |
| 노선  | 2012년 | 2013년 | 2014년 | 2015년 | 2016년 | 2017년 | 2018년 | 2019년 | 2020년 | 2021년 |       |
| 1호선 | 9,603  | 10,127 | 10,121 | 10,345 | 9,649  | 7,249  | 7,317  | 7,349  | 4,951  |        |       |

## 인접한 역
| 대구 도시철도 1호선    | 대구 도시철도 1호선   | 대구 도시철도 1호선 |
| ---------------------- | --------------------- | ------------------- |
| 116 화원 설화명곡 방면 | ● 대구 도시철도 1호선 | 118 진천 하양 방면  |